# Sommerrefektorium der Jesuiten

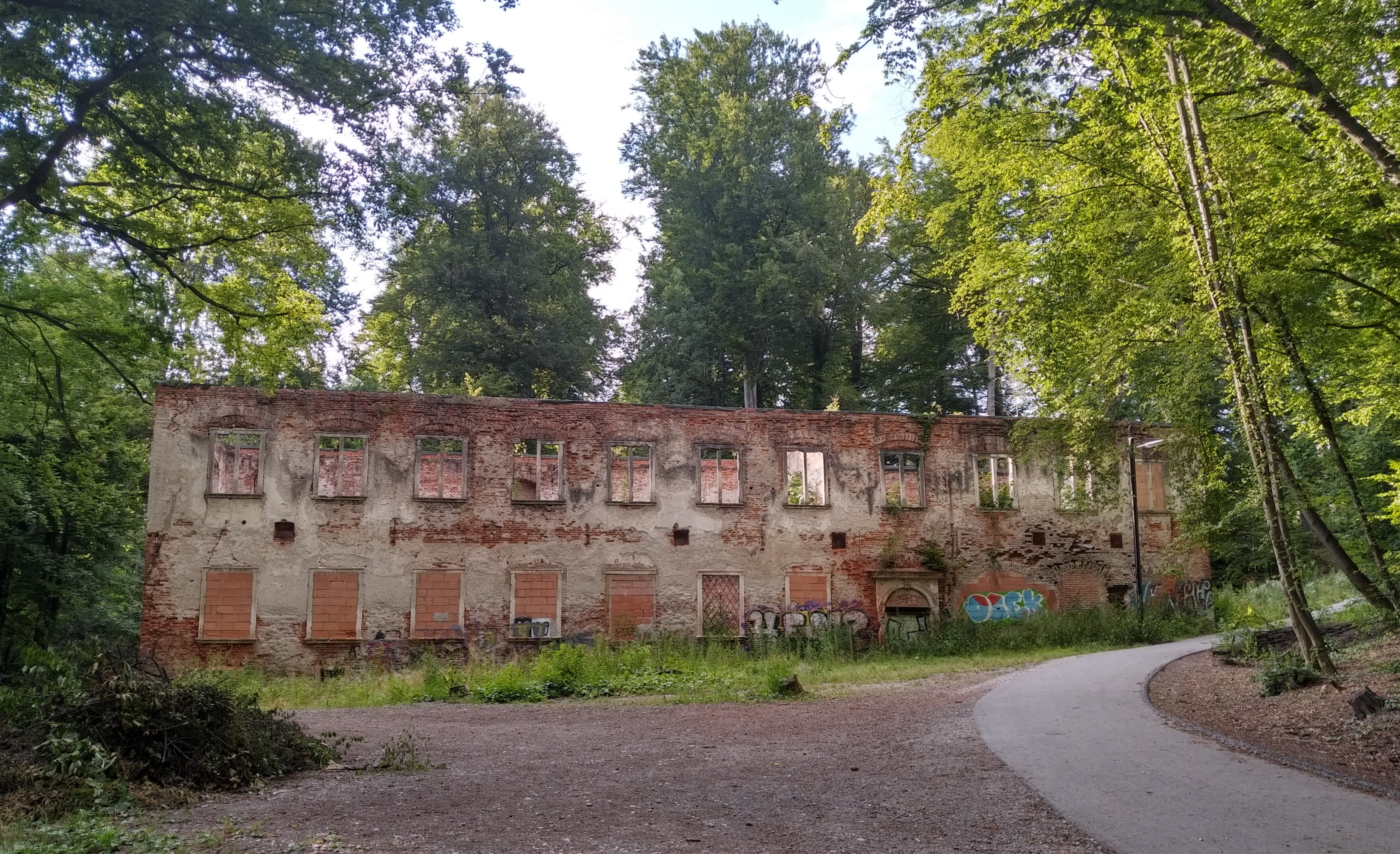
Das Refektorium als Ruine im Jahr 2019

Das ehemalige Sommerrefektorium der Jesuiten ist ein denkmalgeschütztes Gebäude am sogenannten Rosenhain im 3. Grazer Stadtbezirk Geidorf. Die Jesuiten besaßen große Teile dieses Hügels nordöstlich des Stadtzentrums, welche sie mit der Errichtung des Refektoriums 1654 unter anderem auch zur Erholung der Ordensmitglieder nutzten. Nach mehreren Besitzerwechseln und einem Brand 1984 bestand das Gebäude fast 40 Jahre als Ruine, 2022 begann der Wiederaufbau durch die Universität Graz.

## Geschichte

### Jesuitenrefektorium und Naherholungsgebiet
Im Jahre 1572 holte Karl II. den Orden der Jesuiten nach Graz, um mittels einer Schule zur Ausbildung katholischer Geistlicher die Gegenreformation zu unterstützen. Über Umwege sollte aus dieser Schule die heutige Karl-Franzens-Universität hervorgehen. Die Besitzungen des Ordens vergrößerten sich durch Kauf, Erbschaften und herrschaftliche Stiftungen schnell. Im Lauf des 17. und 18. Jahrhunderts erwarben die Jesuiten quasi den gesamten Grund am (heute so genannten) Rosenhain. Auf dem damals noch weit vor den Toren der Stadt gelegenen Hügel entstanden so Weingärten und andere landwirtschaftliche Flächen, die dazugehörigen Wirtschaftsgebäude, künstliche Teiche, ein Rosenhof genanntes Herrenhaus (heute Altersheim) und nicht zuletzt das 1654 errichtete Refektorium, welches den Ordensangehörigen und Zöglingen zur Erholung diente. Berichte über pompöse Gartenfeste belegen, dass die Anlage keinesfalls nur der Landwirtschaft und stillem Müßiggang diente. So wohnte 1660 auch Kaiser Leopold I. einer Feier am Rosenhain bei.
Nach der Aufhebung des Jesuitenordens 1773 gingen die Besitzungen in Staatseigentum über. Nach wenig erfolgreichen Versuchen, die Anlage im Ganzen zu verpachten bzw. zu verkaufen, wurde beschlossen, den Besitz aufzuteilen. Das wesentlichste Teilstück ersteigerte 1781 Landeshauptmann Graf Ferdinand von Attems-Heiligenkreuz. Im Verlauf des 19. Jahrhunderts wurden verschiedene Teile des Besitzes abgespalten und als Baugrund parzelliert, woraus unter anderem das gründerzeitliche Villenviertel entlang der heutigen Panoramagasse hervorging. Die Enkel Ferdinands von Attems' verkauften die verbliebenen Besitzungen 1881 an Johann Hofmann, einen Kerzenfabrikanten. Dessen Enkelin Maria Weiss verkaufte den Besitz, der den Charakter einer barocken Parkanlage längst verloren hatte, schließlich 1928 an die Stadt Graz. Im Kaufvertrag ausdrücklich festgehalten ist der Zweck, „diese Liegenschaft als Waldgürtel und Naturschutzpark, und zwar mit der Verwendung teilweise für Fürsorgezwecke und teilweise als öffentliche Parkanlage, der Allgemeinheit zu sichern und zu erhalten.“

### Zerstörung und Wiederaufbau

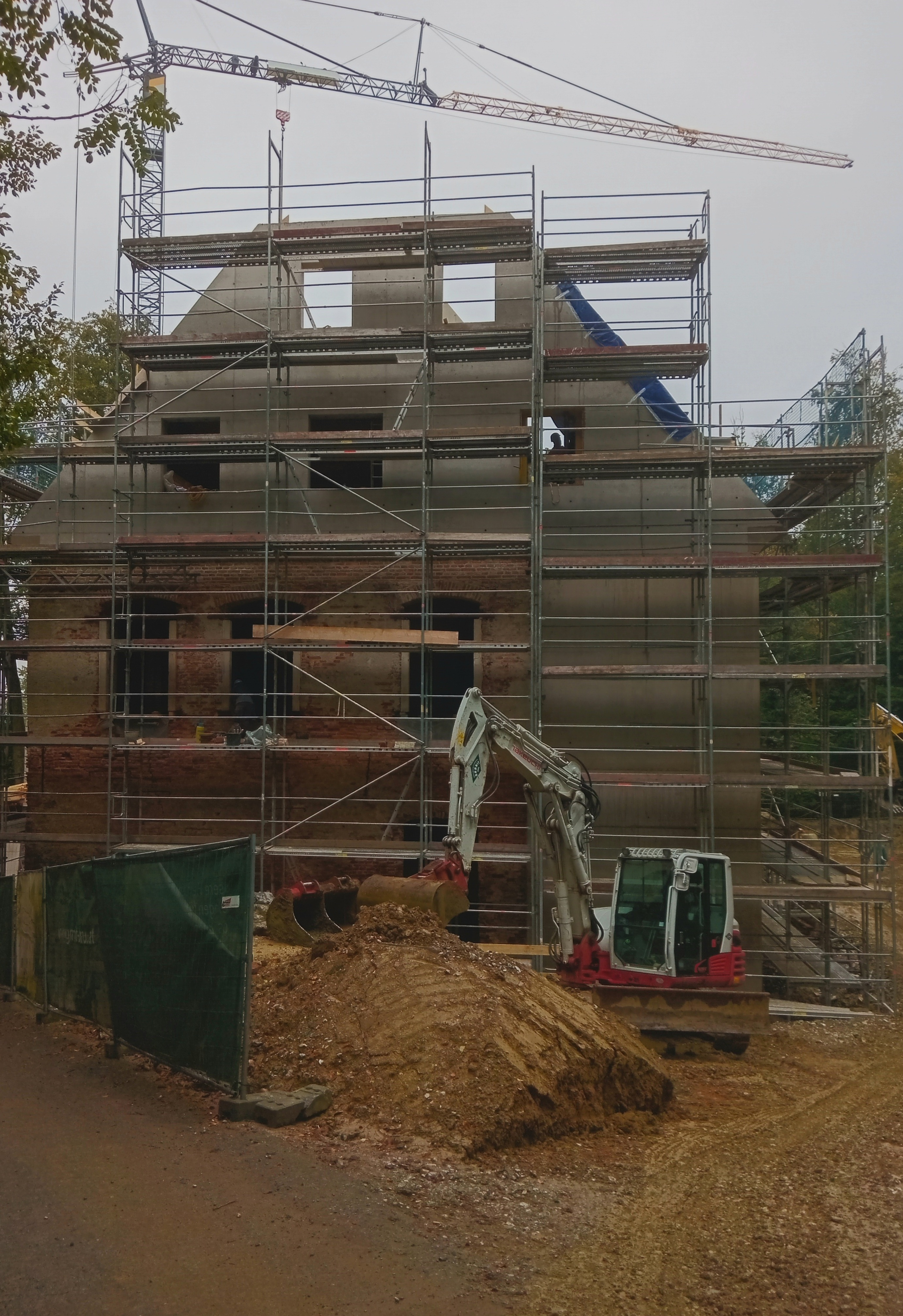
Baufortschritt Oktober 2024. Gebäudekern mit neu angesetzter Nordachse (ehemalige Arkadenreihe) und Giebelzone

Für viele Teile des Areals konnte eine neue Verwendung gefunden werden. So beherbergt der Rosenhof heute ein Altersheim, im ehemaligen Weingartenhäuschen auf der Kuppe des Rosenhains befindet sich (nach einem brandbedingten Neubau) ein beliebtes Café. Große Flächen wurden zur Errichtung von Hochbehältern für die Wasserversorgung der Stadt Graz verwendet und nahe dem ehemaligen Refektorium wurde ein Kindergarten errichtet. Das Refektorium selbst blieb jedoch ein Sorgenkind, nicht zuletzt aufgrund seines schlechten Bauzustandes. Durch Bäume, die bei einem Sturm umstürzten wurde das Gebäude zusätzlich schwer beschädigt. Dies hatte die Abtragung des alten Daches und der nordseitigen, stuckgeschmückten Arkadenreihe zur Folge. Der Baukörper büßte damit einen beträchtlichen Teil seines Volumens (etwa in Drittel seiner Breite) und kleinere Anbauten ein. Trotzdem (und aufgrund des bestehenden Denkmalschutzes) beschloss die Stadt Graz 1952, den verbliebenen Bauteil mit einem neuen Dach zu versehen. Im Dehio-Handbuch Graz von 1979 sind noch einige Details zu Ausstattung und Zustand des Refektoriums vor dem Brand dokumentiert: „... Neubedachung und notdürftig gesichert; schlechter Erhaltungszustand. An der Fassade Freskenreste, u. a. Erzengel Michael. Rustiziertes Rundbogen-Steinportal mit Maskaron-Schlußstein, bekrönender bauplastischer Schmuck (Putti mit Kartusche) fast zur Gänze fehlend. [...] Innen zerstörte barocke Wandmalereien.“
Eine sinnvolle Nutzung des Gebäudes ergab sich jedoch weiterhin nicht, es diente hauptsächlich als Lager, zuletzt für Bühnenrequisiten, ehe es 1984 nach einem Kurzschluss ausbrannte. Nur die Außenmauern, einige eingewölbte Räume im Nordosten und die Kellergewölbe blieben erhalten. Ein bemerkenswertes Kuriosum ist der im Keller befindliche Brunnenschacht. Der Keller liegt derart knapp über dem Grundwasserspiegel, dass der Brunnen mit einer Überlaufrinne versehen wurde, die quer durch den Raum und schließlich unterirdisch zu einem tiefer gelegenen Tümpel führt.  Ab 2010 gab es Pläne, die zunehmend einsturzgefährdete Ruine der Universität Graz für die Errichtung von Hörsälen, Wohneinheiten für Gastprofessoren und einen Veranstaltungsraum zur Verfügung zu stellen. Aufgrund ungeklärter Zuständigkeiten und Kostenpunkte verzögerte sich das Projekt jedoch um mehrere Jahre. Schließlich wurde 2020 entschieden, den Bau für einen symbolischen Preis auf 70 Jahre der Universität Graz zu überlassen. Diese will damit ihr nahegelegenes Universitätssportzentrum erweitern. Die Kosten für das im Frühling 2022 beginnende Bauprojekt wurden auf rund 13 Millionen Euro angesetzt, sie werden von der Universität Graz getragen. Im Vorfeld der Bauarbeiten fand eine archäologische Untersuchung u. a. des Kellergeschoßes mit seinem Brunnen statt.

Zustand im April 2021, vor Beginn der Bauarbeiten
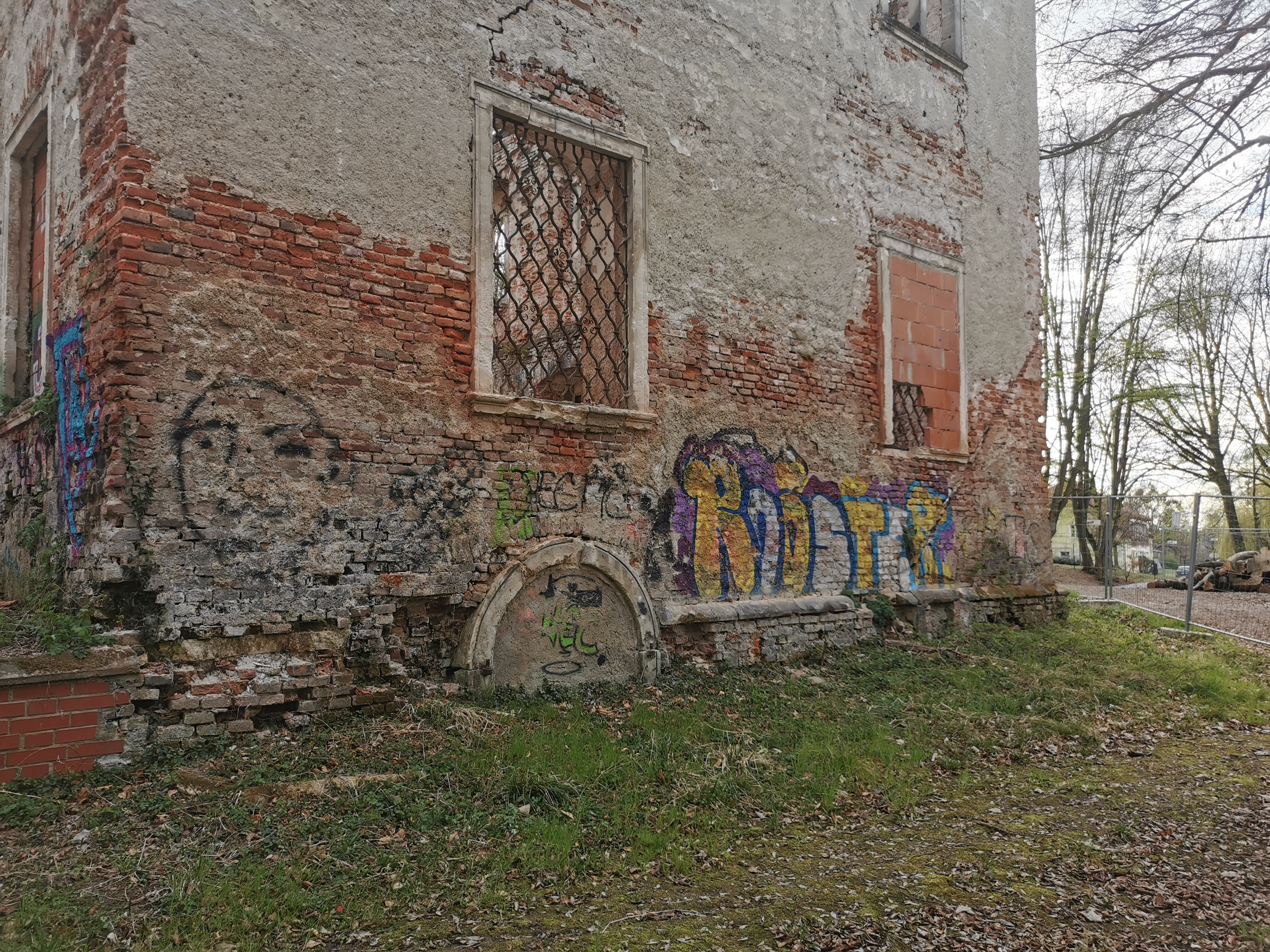
Südwestseite mit verschüttetem Kellerabgang
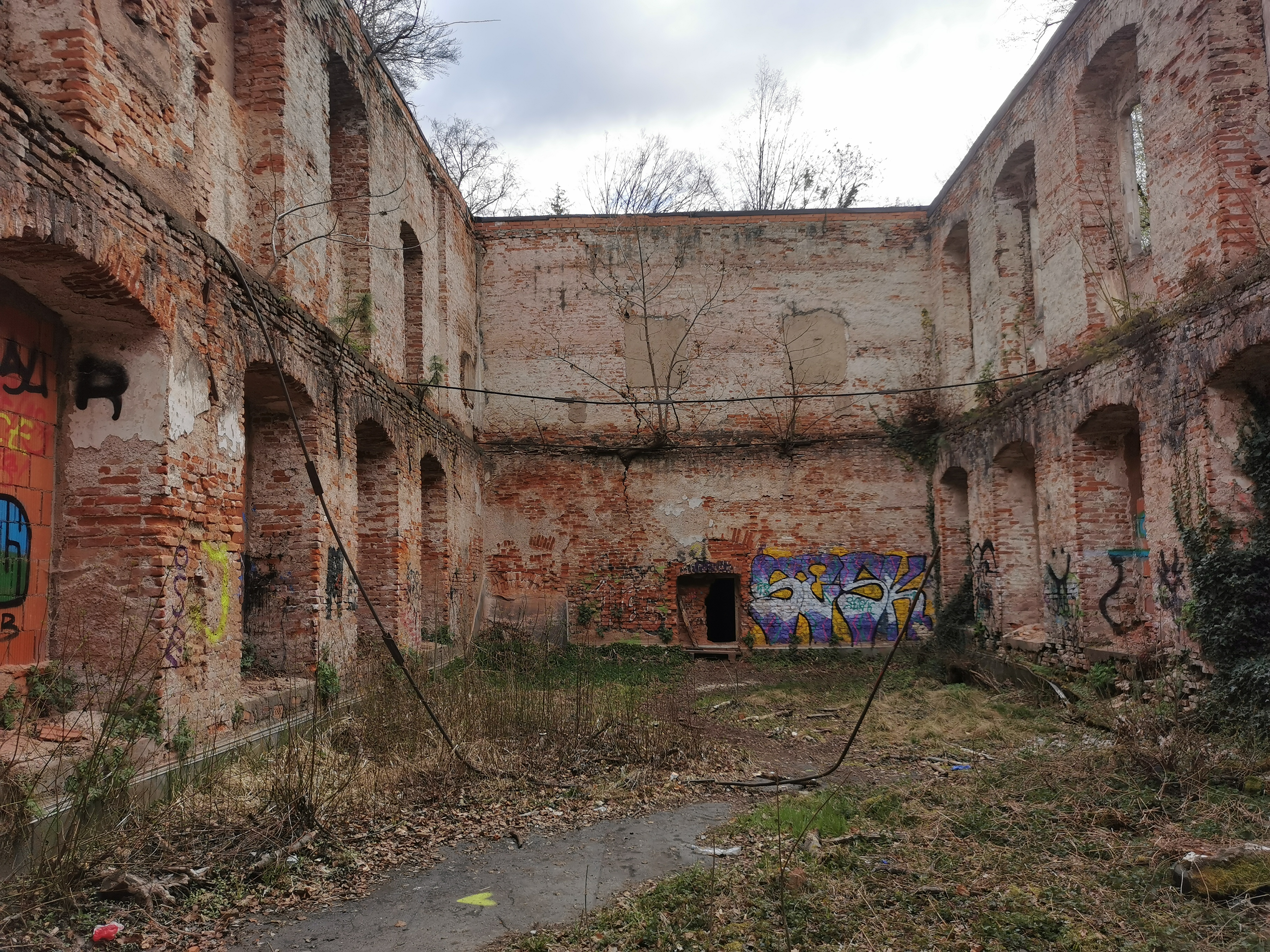
Ausgebrannter Innenbereich
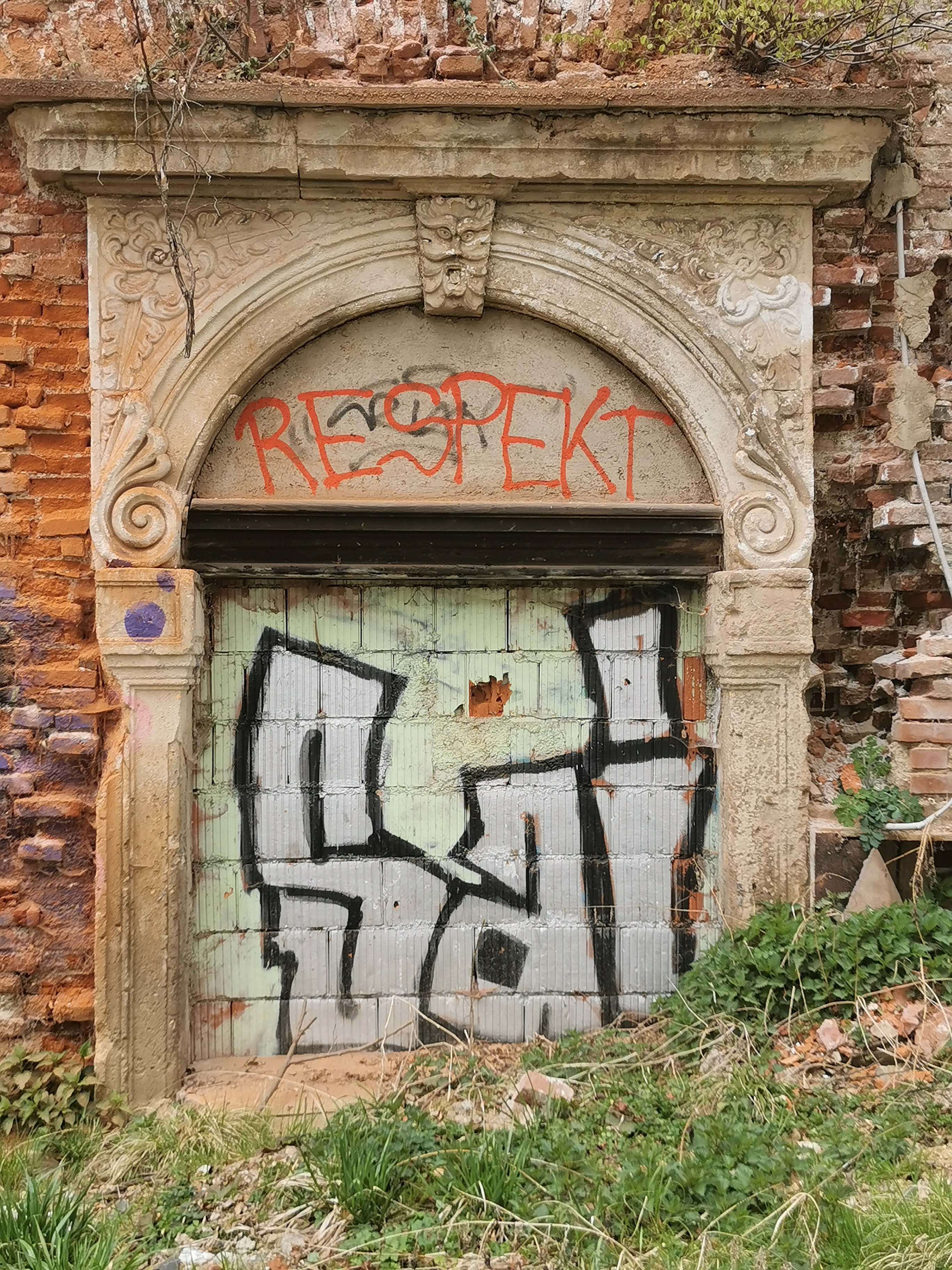
Rundbogenportal mit Maskaron
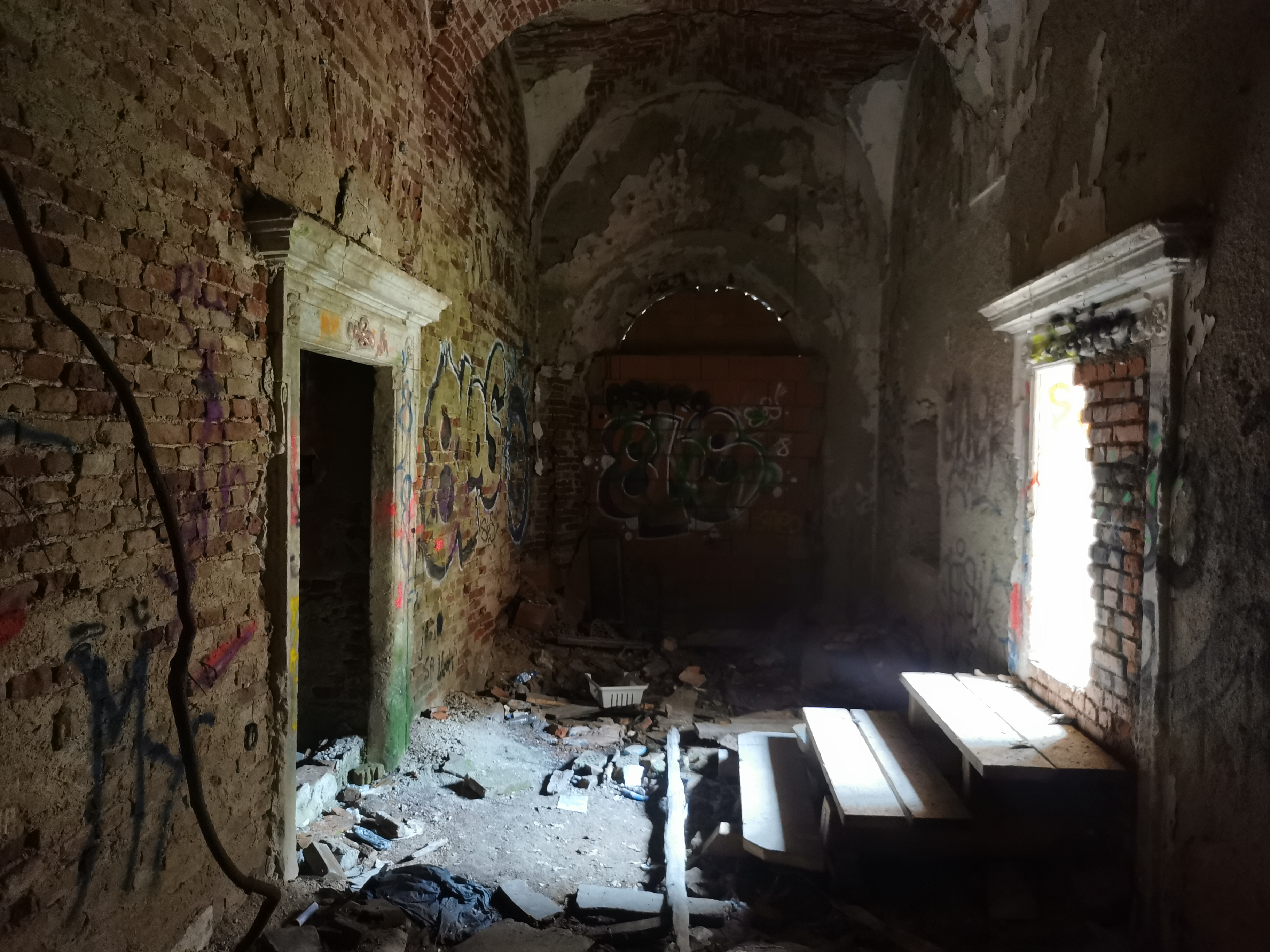
Ehemaliger Eingangsbereich hinter dem zugemauerten Rundbogenportal
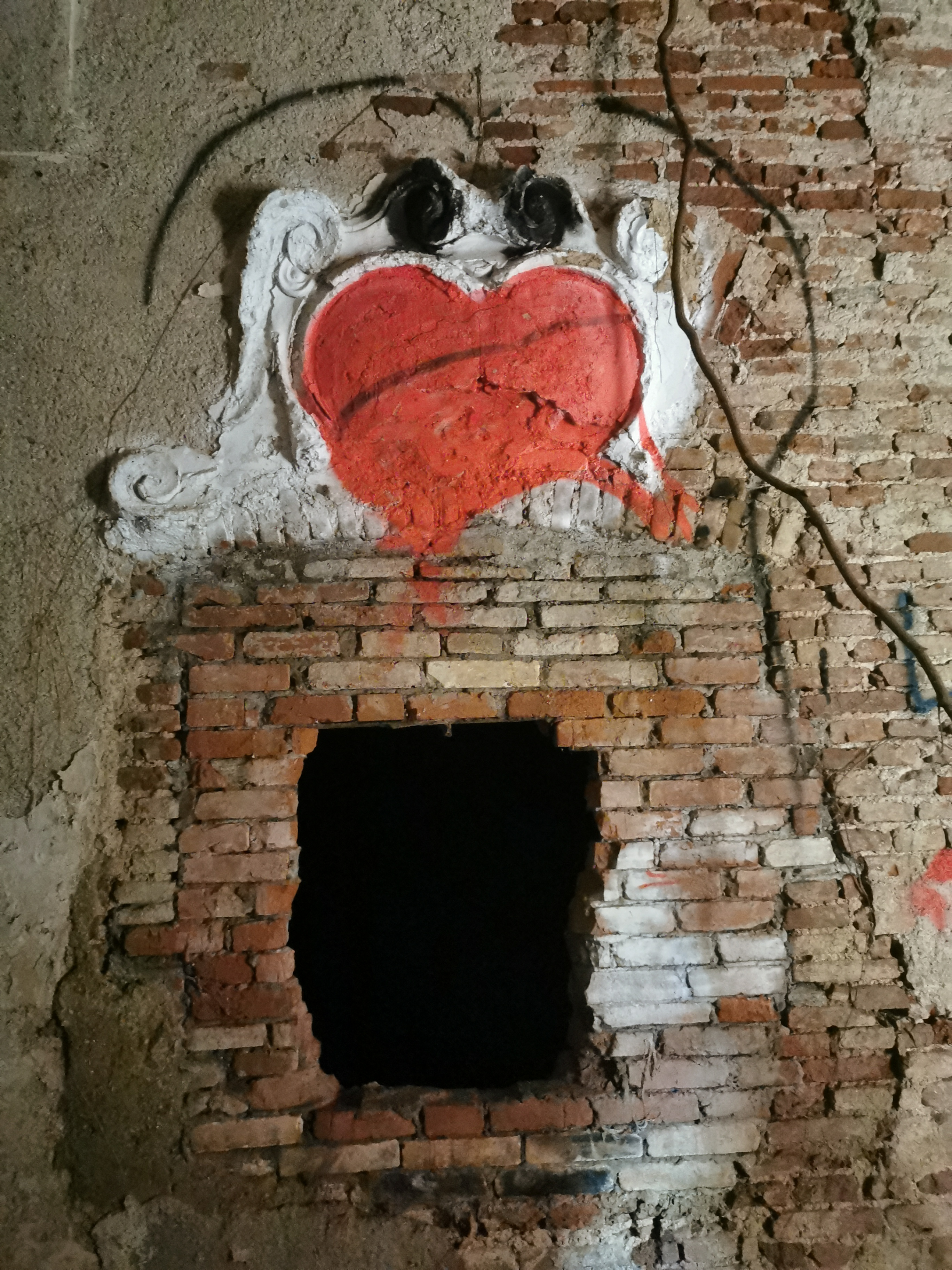
Stuckkartusche mit Graffiti
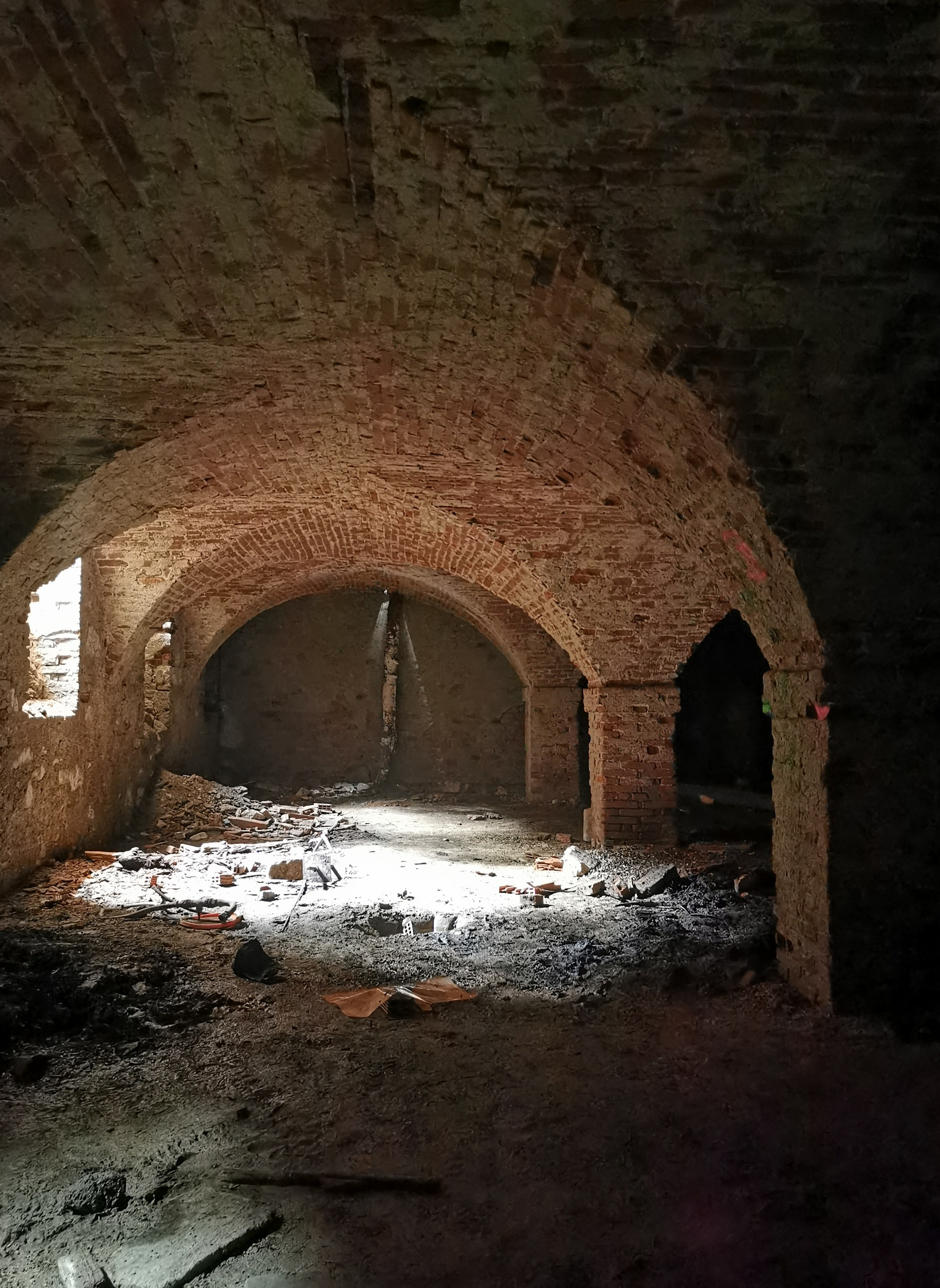
Kellergewölbe
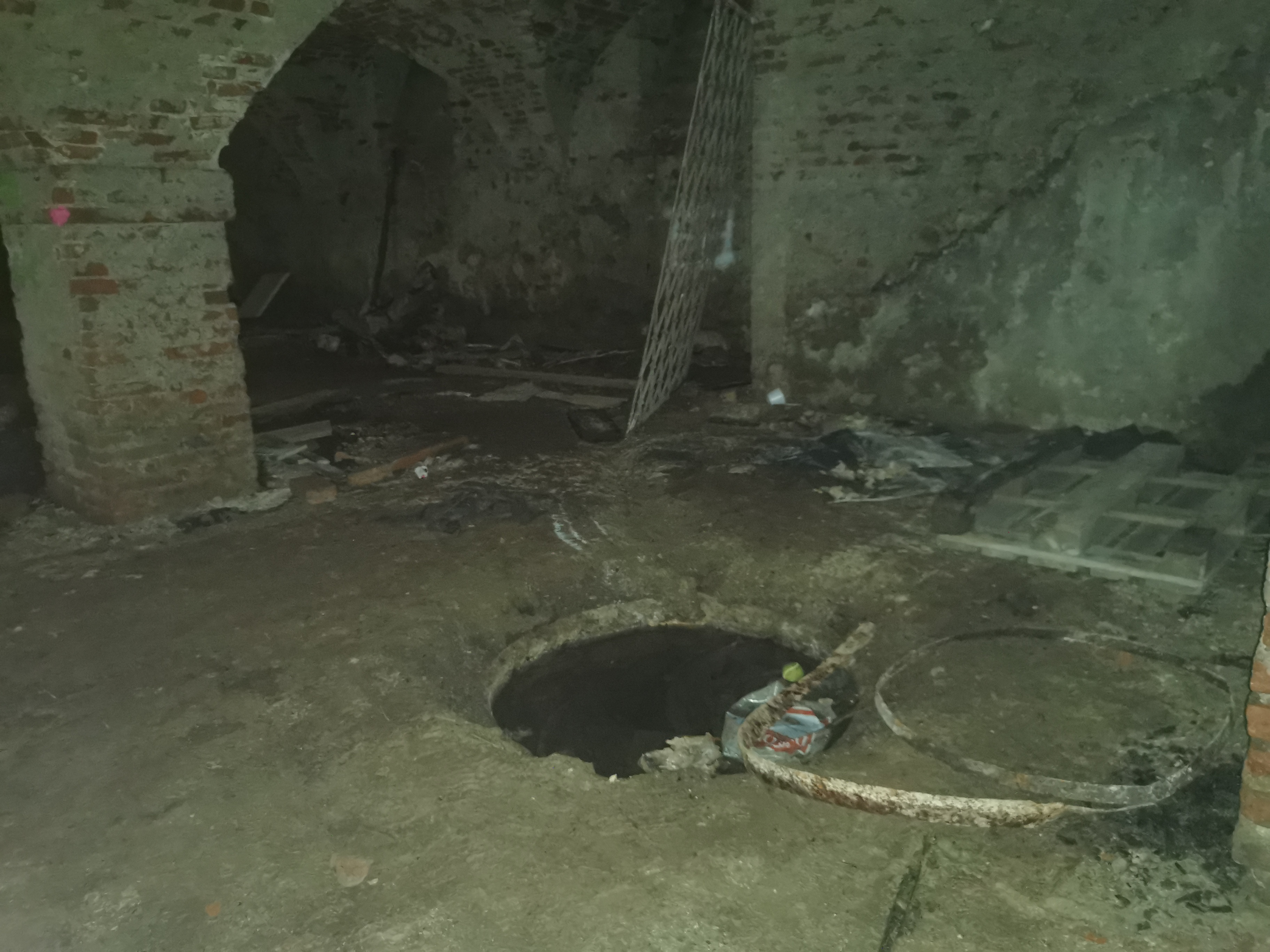
Brunnen im Keller